# Franz Hoessler

Franz Hössler o Hoessler (Oberdorf, 4 de febrero de 1906 – Hamelín, 13 de diciembre de 1945)  fue un funcionario de policía alemán. Famoso por su activa participación en el Holocausto durante la Segunda Guerra Mundial.
Hössler se unió durante la inflación de 1931, al Partido nazi con el número de ficha 1.374.713 y a las SS con el número 41940. Durante el inicio de la Segunda Guerra Mundial, fue asignado a la selección de más de 500 prisioneros discapacitados para transportarlos a las cámaras de gas de Sonnenstein, un centro de eutanasia para discapacitados del infame Programa de Eutanasia llamado T4, que funcionó entre 1939 y 1941. En Auschwitz, como Lagerführer Hössler, junto con el SS Sargento Otto Moll y el SS Sturmbannführer Hans Aumeier, tomaron parte en el asesinato de 168 sobrevivientes del levantamiento de la Compañía de Castigo en junio de 1942. También participó en el gaseamiento del viejo crematorio en el Stammlager. Ese mismo año, supervisó la destrucción de más de 100.000 cuerpos para vaciar las fosas comunes e incinerarlos. Esta tarea se llevó cerca de 5 meses. Fue responsable del gaseamiento de 1.600 judíos de Bélgica en octubre de 1942. El incidente fue descrito en el Diario de Johann Kremer, un antiguo físico de las SS.
En 1943, fue transferido al campo de mujeres de Birkenau siendo asignado a supervisar las operaciones de gaseamiento. Después de la liberación de Auschwitz en enero de 1945, se dirigió al Campo de concentración de Bergen-Belsen donde llegó el 8 de abril de 1945. En Belsen, personalmente fusiló prisioneros hasta la liberación del campo y ser arrestado a final del mismo mes. El SS Obersturmführer Hössler sería presentado ante la Corte en el Juicio de Bergen-Belsen y encontrado culpable por crímenes contra la humanidad por su participación en el Holocausto y ahorcado el 13 de diciembre de 1945.